# インディギルカ (サラダ)
インディギルカ（ロシア語: Салат "Индигирка"）は、ヤクーチア（ロシア連邦サハ共和国）のサラダ（フローズンサラダ）に分類される料理。
凍結させた底魚とタマネギを賽の目切りにし、塩、胡椒等の香辛料、油で和えたものである。凍結状態を維持するため、提供するまで冷凍庫で保管される。食感は、雪玉の中に生魚を詰めたものの様に感じられる。